# Covatina del Tossalet del Mas de la Rambla
La Covatina del Tossalet del Mas de la Rambla son una serie de abrigos con arte levantino (10 000-6500 años antes del presente) que se localizan en el Barranco de Calabazas, en el municipio de Villafranca del Cid (Castellón), España.
Se trata de una serie de abrigos alargados en un terreno de calizas, siendo el central de gran tamaño, donde una columna lo divide en dos oquedades.
En este refugio natural aparecen doce figuras pintadas: diez antropomorfos, un ave y un símbolo o signo. Todas, menos una, se encuentran en la oquedad izquierda y la otra en la derecha.
Las pinturas fueron declaradas por la Asamblea General de la Unesco Patrimonio de la Humanidad el 19 de diciembre de 1998. En dicha declaración se incluyeron la totalidad de las manifestaciones de arte rupestre prehistórico del arco mediterráneo de la península ibérica.
- Datos: Q5790364